# Мальково (Московская область)
Мальково  — деревня в Орехово-Зуевском районе Московской области, в составе сельского поселения Дороховское. Население — 58 чел. (2010). Ближайшая станция Авсюнино находится в 5 километрах в поселке Авсюнино.

## История
В 1893 году по проекту архитектора В. О. Грудзина в деревне был построен храм в честь Рождества Христова. Первым священником храма был Андрей Степанович Смирнов. После него служил его сын, Василий Андреевич (погиб 1917 году).
В 1930 году храм закрыли, в здании был устроен склад, затем зернохранилище.
В 1990-х гг. храм стал интенсивно разрушаться. В 2000 году был образован приход церкви Рождества Христова. Были проведены восстановительные работы.

## Население
| 1926 | 2002 | 2006 | 2010 |
| ---- | ---- | ---- | ---- |
| 651  | ↘91  | ↗92  | ↘58  |

## Проезд
От Москвы с Казанского вокзала на Шатуру до ст. Авсюнино (100 км), далее пешком (5 км).